# الغارة الجوية الإيطالية على البحرين والظهران
الغارة الجوية الإيطالية على البحرين ومدينة الظهران هو هجوم جوي وقع في فجر يوم 19 أكتوبر 1940م، كجزء من أحداث الحرب العالمية الثانية. قامت القوة الجوية الإيطالية التابعة للمملكة الإيطالية بالإغارة على مصافي النفط في البحرين والسعودية لقطع إمدادات الوقود عن القوات البريطانية في الشرق الأوسط وشمال أفريقيا. أقلعت أربع طائرات نقل بعيدة المدى من طراز سافويا ماركيتي إس إم 82 تابعة لسلاح الجو الملكي الإيطالي، والمجهزة بقاذفات قنابل، مساء يوم 18 أكتوبر 1940 من جزيرة رودس متجهة شرقًا نحو منشآت النفط في المنامة في البحرين، التي كانت آنذاك محمية بريطانية. بعد رحلة ليلية شاقة فوق الصحراء، تمكنت ثلاث طائرات من مهاجمة هدفها في الساعات الأولى من يوم 19 أكتوبر، بينما انفصلت الطائرة الرابعة من طراز إس إم 82 عن التشكيل وألقت قنابلها عن طريق الخطأ على مدينة الظهران في المملكة العربية السعودية المحايدة. فاجأ القصف الدفاعات البريطانية تمامًا، ولكن بشكل عام لم يؤثر الهجوم بشكل كبير على إنتاج النفط في المنطقة. وتم اسقاط اربع طيارات ايطاليه

## الخلفية التاريخية
اندلعت الحرب العالمية الثانية بين ألمانيا من جهة وبولندا وفرنسا وبريطانيا من جهة أخرى، وتمكن الألمان من احتلال بولندا، ثم شرعوا في شن حملة عسكرية في الجبهة الغربية بهدف غزو الأراضي الفرنسية، وسرعان ما انهارت الدفاعات الفرنسية الشمالية لتسقط العاصمة باريس بيد الألمان في 10 يونيو 1940، وفي أثناء ذلك كانت المملكة الإيطالية تراقب الاوضاع في أوروبا وحالما بدأت كفة الحرب تميل لصالح الألمان أعلنت إيطاليا في 10 يونيو 1940 الحرب على جمهورية فرنسا والمملكة المتحدة لتنضم بذلك إلى ألمانيا النازية في الحرب العالمية الثانية، وبدأت القوات الإيطالية بمهاجمة الأراضي الفرنسية من الجبهة الجنوبية قبل أن توقع مع الفرنسيين اتفاقية هدنة في 25 يونيو، بعد ثلاثة أيام من إعلان ألمانيا هدنة مع فرنسا، وبخروج فرنسا من الحرب أصبحت المصالح البريطانية هدفا جديدا للإيطاليين.

## الهجوم

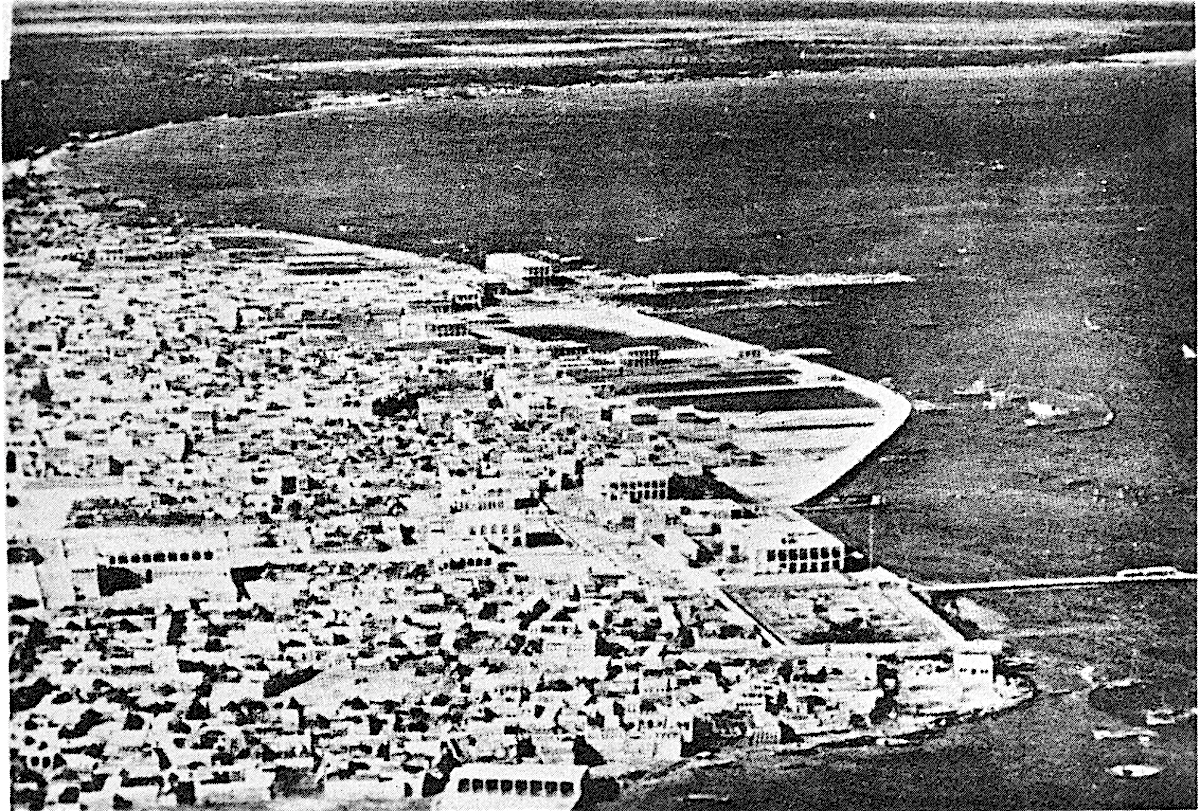
منظر جوي للمنامة في ثلاثينيات القرن العشرين (1930s)

في 18 أكتوبر 1940، وخلال الحرب العالمية الثانية، نفّذت القوة الجوية الإيطالية غارة جوية استهدفت مصافي النفط في البحرين (تحت الحماية البريطانية) والظهران (عن طريق الخطأ) بهدف قطع إمدادات الوقود عن القوات البريطانية في الشرق الأوسط وشمال إفريقيا. انطلقت أربع طائرات إيطالية من طراز سافويا SM.82 من قاعدة جوية في جزيرة رودس في البحر الأبيض المتوسط، في رحلة تُعتبر آنذاك قياسية في مهام القصف، حيث بلغت مسافة الرحلة ذهابًا وإيابًا 4500 كيلومتر، واستغرقت 15 ساعة ونصف الساعة بسرعة 270 كيلومترًا في الساعة.
اتّبعت الطائرات مسارًا طويلاً شمل: رودس – بيروت – دمشق – مأدبة (جنوب عمان) – طريف – سكاكا – حفر الباطن – بمحاذاة الحدود الجنوبية للكويت – مياه الخليج العربي – المنامة – الظهران. حملت كل طائرة حمولة قنابل تزن 1500 كيلوغرام، حيث أُلقي ما مجموعه 84 قنبلة صغيرة على مصفاة البحرين حوالي الساعة الثالثة والربع فجرًا بعد التحليق على الموقع من ارتفاع ألفين إلى ثلاثة آلاف قدم. لم تُحدث القنابل إصابات بشرية أو أضرارًا مادية تُذكر، حيث وقعت خارج الهدف وعلى مسافة منه.
وفي صباح اليوم نفسه، أُلقيت قنابل أيضًا على منشآت شركة ستاندرد كاليفورنيا العربية للنفط (C.A.S.O.C) المعروفة اليوم بأرامكو في مدينة الظهران شرق السعودية، ما أسفر عن بعض الأضرار في أنابيب النفط والماء دون وقوع خسائر بشرية. بعد تنفيذ الغارة، عادت الطائرات الإيطالية عبر مسار شمل: الظهران – مدينة ليلى – أبها – مصوع في إريتريا (التي كانت تحت الاحتلال الإيطالي آنذاك). استهلكت الطائرات في هذه الرحلة 1260 غالونًا من الوقود.
مباشرةً بعد القصف، اتجهت الطائرات الإيطالية نحو الجنوب الغربي باتجاه شرق إفريقيا، وصعدت إلى ارتفاع 3000 متر لضمان استهلاك أقل للوقود. كانت الرحلة فوق الصحراء العربية سلسة، وفي الساعة 7:30 صباحًا، وصلت الطائرات إلى ساحل البحر الأحمر؛ اضطرت الطائرات إلى التخلي عن التوجه إلى مصوع بعد أن علمت أن القاعدة تتعرض لهجوم من طائرات بريطانية، فغيّر التشكيل مساره نحو قاعدة زولا الجوية، وهبطت إلى ارتفاع منخفض للغاية فوق سطح البحر لتجنب أي اعتراض من قبل المقاتلات البريطانية. وبمساعدة الرياح المواتية، هبطت طائرات S.M.82 بسلام في زولا في الساعة 8:45 مع احتياطي وقود يكفي لحوالي 30 دقيقة من الطيران. استغرقت المهمة بأكملها 15 ساعة و35 دقيقة لقطع مسافة حوالي 4100 كيلومتر عبر ثلاث قارات: أقلعت الطائرات من أوروبا، وهاجمت أهدافًا في آسيا، وهبطت أخيرًا في إفريقيا. كانت هذه أطول مهمة هجوم جوي نفذها سلاح الجو الإيطالي خلال الحرب، وكذلك أطول غارة تشكيلية نفذتها القوات الجوية للطرفين المتحاربين في مسارح الحرب الأوروبية والإفريقية.
في زولا، استقبل أطقم الطائرات نائب الملك في إثيوبيا، أميديو دوق أوستا. وفي مساء يوم 23 أكتوبر، أقلعت طائرات S.M.82 الأربعة من مصوع في رحلة العودة إلى إيطاليا: بعد قصف المنشآت البريطانية في بورتسودان في طريق العودة، اتجهت الطائرات عبر طبقات كثيفة من السحب نحو مطار بنينا بالقرب من بنغازي حيث هبطت في الساعة 4:05 من يوم 24 أكتوبر؛ في اليوم نفسه، أكملت الطائرات المرحلة الأخيرة نحو تشامبينو، حيث استقبلها الجنرال ألدو أورباني، رئيس ديوان رئيس أركان القوات الجوية.
تسببت الغارة في بعض القلق للحلفاء، ما أجبرهم على ترقية دفاعاتهم. هذا، أكثر من الكمية المحدودة من الأضرار التي لحقت، زاد من إجهاد الموارد العسكرية للحلفاء.
أعلنت روما أن قاذفاتها سجلت رقمًا قياسيًا جديدًا في المسافة، حيث قطعت 3000 ميل في رحلة الذهاب من قواعد تقع في جزيرة رودس. كتبت مجلة تايم الأمريكية أن الإيطاليين أصروا على أن الطائرات قد أعيد تزويدها بالوقود من ناقلات غواصات على الرغم من أن الطائرات كانت ببساطة محملة بالوقود.
شارك إيتوري موتي، سكرتير الحزب الوطني الفاشي، في غارة البحرين وفي غارة واحدة على الأقل من غارات حيفا.
أعقبت غارة البحرين غارات إيطالية أخرى بعيدة المدى على إثيوبيا وإريتريا في عام 1942، وكان من الممكن تكرارها (مع قاذفة SM.82 المتطورة) في غارة على مدينة نيويورك في صيف عام 1943 ولكنها لم تحدث أبدًا. حتى رحلة جوية تجارية تمت بين روما وطوكيو في صيف عام 1942.

## ردود الفعل المحلية والدولية
السعودية أعلنت الحكومة السعودية أنه ليلة 18/19 أكتوبر أغارت طائرات مجهولة والقت حوالي ثلاث وعشرين قنبلة من عيار 25 إلى 30 باون. على منشآت CASOC في الظهران ، وقد أحدثت خسائر طفيفة لشبكة الأنابيب ولم تنفجر قنبلة واحدة. وهربت الطائرات باتجاه الجنوب.
لم تعرف أنواع القنابل ولكن وجدت شعلات للمظلات PARACHUTE FLARES من صناعة إيطالية وعليها تعليمات باللغة الإيطالية.
 البحرين بيان من حكومة البحرين برقم 25-1359 هـ، وتاريخ 17 رمضان 1359 هـ، الموافق 19 أكتوبر 1940 نجد فيه ما يلي:
نعلن لجميع المواطنين الكرام انه في ليلة السبت 17 رمضان 1359 هـ، حلقت طائرات معادية مخترقة اجواء وطننا في محاولة تخريبية لقصف مصفاة شركة نفط البحرين في المنامة.
ورغم عدم وجود عوائق دفاعية للمجابهة، فان الطائرات التي كانت تحلق على ارتفاع الفي ذراع، قد القت قنابل بلغ عددها حوالى اربعين قنبلة سقطت كلها خارج محيط المصفاة بمسافة نصف ميل.
وحمداً للعناية الالهية لم تقع أي اصابة بشرية أو خسارة مادية تذكر، وتقوم حكومة الدولة البريطانية العلية بجميع اجراءات الدفاع، وكل ما يحفظ سلامة الأمن في الوطن.
 المملكة المتحدة ، القنصلية البريطانية في مدينة جدة أرسلت برقية إلى الحكومة البريطانية جاء فيها : من المفوضية البريطانية – جدة
إلى وزير الخارجية – لندن
رقم 773 – 21 أكتوبر 1940
ارسل لي الأمير فيصل بن عبد العزيز آل سعود إلي (وزير الخارجية السعودي حينها) رسالة تقول ان الطائرات سمعت فوق بلدة ليلى قبل فجر 19 أكتوبر وفوق بلدة أبها بعد ساعات.